# NGC 112
NGC 112 este o galaxie care se află în constelația Andromeda. A fost descoperită de către astronomul Lewis Swift în 17 septembrie 1885.